# Asima Chatterjee
Asima Chatterjee (Calcutta, 23 settembre 1917 – Calcutta, 22 novembre 2006) è stata una chimica indiana, nota per i suoi lavori in chimica organica e fitomedicina.
Asima Chatterjee (nata Mookerjee) nacque il 23 settembre del 1917 nel capoluogo del Bengala, eccellente studentessa frequentò lo Scottish Church College presso l'università di Calcutta, laureandosi con lode in chimica nel 1936..
Del 1938 è la seconda laurea in chimica organica, nel 1944 conseguì il dottorato di ricerca sempre presso l'università di Calcutta. Tra i suoi insegnanti vi furono il chimico Prafulla Chandra Rây, fondatore della prima industria farmacologica indiana e il fisico Satyendranath Bose.
Nel 1947/48 fece un post-dottoraro in Wisconsin e nel 1948/49 ricerche con László Zechmeister presso il California Institute of Technology,  nel 1949/50 presso l'Università di Zurigo con Paul Karrer. Dal 1948 si dedicò anche all'insegnamento a Calcutta, nel 1962 ottenne la cattedra di chimica presso l'Università di Calcutta dove insegnò fino al 1982.
Le sue ricerche si incentrarono sulla chimica dei prodotti naturali, alcaloidi, polifenoli e terpenoidi, le sue ricerche sugli alcaloidi delle specie Kopsia, Rauvolfia  e Vinca ottennero riconoscimenti internazionali. 
Le sue ricerche portarono a risultati nello sviluppo di farmaci anticonvulsivi, antimalarici e chemioterapici.

## Premi, riconoscimenti e incarichi
- Era una Roychand Scholar Premchand dell'Università di Calcutta.
- Nel 1944 fu la prima donna indiana alla quale fu conferito il Dottorato di Scienze dell'Università di Calcutta.
- Nel 1960, fu eletta membro dell'Indian National Science Academy, New Delhi.
- Dal 1962 al 1982 fu professoressa di Chimica presso l'università di Calcutta.
- Nel 1961, ha ricevuto il Premio Shanti Swarup Bhatnagar in Scienze Chimiche.
- Nel 1972, fu incaricata di coordinare il programma speciale di assistenza per intensificare l'insegnamento e la ricerca in chimica dei prodotti naturali, sanzionato dalla Commissione borse di studio universitarie (India).
- Nel 1975, le venne conferita la prestigiosa onorificenza Padma Bhushan e fu la prima donna scienziato ad essere eletta come Presidente Generale del Congresso indiano della Science Association.
- Dal febbraio 1982 al maggio 1990 fu nominata dal Presidente dell'India membro della Rajya Sabha.